# Chivy-lès-Étouvelles
Chivy-lès-Étouvelles település Franciaországban, Aisne megyében. Lakosainak száma 488 fő (2022. január 1.). Chivy-lès-Étouvelles Clacy-et-Thierret, Étouvelles, Laon, Mons-en-Laonnois, Nouvion-le-Vineux, Presles-et-Thierny és Vaucelles-et-Beffecourt községekkel határos.

## Népesség
A település népességének változása:
| Lakosok száma | 446  | 472  | 515  | 487  | 496  | 507  | 510  | 523  | 511  | 488  |
|               | 1968 | 1982 | 1990 | 2006 | 2013 | 2015 | 2017 | 2019 | 2020 | 2022 |